# Hitler non è morto
Hitler non è morto (Le monocle noir) è un film francese del 1961 diretto da Georges Lautner.
Il film ha avuto due seguiti: Sparate a vista all'inafferrabile 009 (L'oeil du monocle) del 1962 e L'ispettore spara a vista (Le monocle rit jaune) del 1964, entrambi diretti da Georges Lautner.

## Trama
Nei pressi di un castello del Morbihan, due uomini uccidono un terzo durante la notte, caricando poi il suo corpo in un'auto che gettano in un fiume. L'auto e il corpo vengono recuperati la mattina dopo dalle autorità. Il curatore del castello, Hubert Mérignac, incontra Erika Murger, una studentessa di architettura. Sentimenti reciproci sembrano sorgere tra di loro. Al castello è presente anche un misterioso cieco che indossa un monocolo nero.
I tre vanno dal marchese de Villemaur, che organizza una cena per il suo compleanno con altri ospiti: Heinrich Von March, Mathias Fischer, Raymond e Jean. In assenza di Mérignac ed Erika, che sono andati a fare una passeggiata nel giardino, la festa si trasforma in un incontro segreto di un gruppo neonazista guidato dal marchese. All'assemblea viene introdotto un nuovo membro: il comandante Brozzi, un neofascista italiano. I due assassini iniziali sono guardie del corpo che lavorano per conto del marchese. La loro vittima era un agente francese.
Alla fine dell'incontro, Heinrich Von March avverte il marchese che tra loro c'è un traditore. Questo è Matthias Fischer, che si preparava a sposare la figlia del marchese. Il giovane è in realtà un agente russo. Cerca di scappare e la segretaria di Mérignac, Monique Abadie, lo aiuta a fuggire. Entrambi sono perseguiti: Matthias viene colpito da un proiettile e cade in un fiume mentre la giovane donna viene uccisa mentre suona il campanello di Mérignac, che scopre il suo corpo pugnalato.
Di ritorno al castello, Mérignac risulta essere un agente francese di nome Dromard, indagando sulle azioni del marchese de Villemaur. La sua presunta cecità è un'esca. Il comportamento di Dromard rimane sospetto: l'agente francese ha ingiustamente arrestato Mérignac dal commissario Tournemire per l'omicidio di Monique. Anche Erika Murger si rivela una spia: esiste una certa rivalità tra lei e Dromard perché ognuno di loro conduce le proprie indagini per lo stesso scopo. Erika sta cercando un ex nazista di nome Görmann, che sembra essere nascosto nel castello dal marchese. Dromard ritiene che l'indagine sia troppo pericolosa per la giovane donna e la rinchiude in una stanza del suo appartamento.
Mentre Dromard ispeziona i passaggi sotterranei del castello del marchese con il suo assistente, i due uomini vengono smascherati e Trochu viene catturato dal gruppo. La figlia del marchese, Bénédicte, nasconde Mathias nella sua stanza dopo averlo salvato. Mathias decide di andare a salvare Trochu, che è tenuto nella soffitta. Rilasciato, Trochu trova Dromard quando è appena fuggito dall'esplosione di una bomba piazzata nella sua auto. Nel frattempo, Erika fugge dalla casa di Dromard per andare a sua volta al castello e scoprire dove Görmann è nascosto.
Dromard, Trochu, Mérignac, il commissario Tournemire e le truppe di polizia organizzano un'operazione la stessa sera per arrestare il marchese e i suoi uomini, catturare Görmann e trovare Erika. Colti di sorpresa, i membri del piccolo gruppo cercano di fuggire attraverso i passaggi sotterranei. Mathias, ancora nascosto da Bénédicte, si unisce al gruppo degli aggressori e dà una mano alle autorità francesi mentre la figlia del marchese, che esitava a difendere gli interessi di suo padre, viene arrestata.
Uno a uno, gli uomini del marchese cadono sotto i proiettili dei loro inseguitori. Mathias viene ferito da Von March, che a sua volta viene ferito da Dromard. Quest'ultimo ordina alla Görmann di arrendersi. In risposta, il corpo del marchese gli cade davanti, ucciso da Erika. Per un breve momento, Erika è sospettata di essere Görmann, ma la giovane donna è stata tenuta prigioniera dal marchese e si è sbarazzata di lui. Von March, morendo, ammette che Görmann non fu mai realmente presente al castello perché morì a Berlino nel 1945: la leggenda della sua sopravvivenza fu raccontata da Von March per darsi importanza all'interno del gruppo.